# Droit tongien
Le droit tongien est le droit appliqué aux Tonga.

## Sources du droit tongien
Le système légal tongien dérive de :
- la Constitution de 1875,
- les statuts adoptés par l'Assemblée législative et approuvés par le roi,
- la common law et les règles d'équité d'Angleterre et les lois d'application générale en vigueur en Angleterre dès lors qu'aucune loi tongienne n'existe et qu'elle est applicable aux circonstances et au peuple des Tonga[2].

## Organisation juridictionnelle

### Organisation principale

#### Magistrates' Court
Une Magistrates' Court, composée de magistrat-chef de police, a juridiction dans tout le territoire des Tonga. Les autres ont juridiction uniquement dans le district où elles se trouvent.
Chaque magistrat a les pouvoirs et juridictions suivants en matière civile :
- de prendre des ordonnances de maintenance,
- d'émettre des citations à comparaître pour les témoins,
- de faire exécuter les dédommagements,
- de recevoir des affidavits et de faire prêter serment,
- d'exercer les pouvoirs définis par la loi,
- de rendre des ordonnances temporaires où une action rapide est nécessaire, et
- de traiter les demandes relatives à la propriété ou à la possession de biens jusqu'à une valeur de 1 000 $.

Les magistrats ont une compétence spécifique en matière civile lorsque le demandeur ou le défendeur réside dans son district, à condition que le montant réclamé ne dépasse pas 1 000 $, ou, dans le cas du magistrat-chef de la police, 2 000 $.
Tous les magistrats ont compétence à l'égard des affaires criminelles dans lesquelles la peine prévue ne dépasse pas une amende de 1 000 $ ou une période d'emprisonnement de trois ans. En outre, le magistrat-chef de police a compétence pour entendre les cas où l'amende prévue par la loi ne dépasse pas 1 500 $.

#### Cour suprême
La Cour suprême peut recevoir les appels de toutes les décisions des magistrates' courts. En matière civile, elle a juridiction : dans les affaires où le montant de la plainte dépasse les 500 $, en matière de divorce, d'homologation, et d'amirauté, et dans toutes autres matières que la loi lui confère.
Elle a juridiction, de droit, pour recevoir les appels des jugements civiles et des ordonnances des magistrats.
Elle est habilitée à juger tous les actes criminels et a juridiction pénale en ce qui concerne toutes les infractions passibles d'une amende maximale dépassant les 500 $ ou d'une peine d'emprisonnement supérieure à deux ans.

#### Cour d'appel
La Cour d'appel détient les mêmes pouvoirs que la Cour suprême et a une compétence exclusive pour statuer sur les pourvois formés à partir des décisions civiles ou pénales de la Cour suprême.
Elle peut recevoir les pourvois, de droit, en matière civile, sauf : lorsque le montant en cause n'excède pas 1 000 $, pour une ordonnance rendue par consentement, pour une ordonnance relative aux dépens, dans le cadre des décisions intermédiaires, et lorsque l'autorisation du juge de la Cour suprême ou de la Cour d'appel est nécessaire.
Toute personne qui a été condamnée en première instance par la Cour suprême peut interjeter appel auprès de la Cour dans les cas suivants :
- contre sa condamnation pour tout motif d'appel impliquant seulement une question de droit ;
- avec l'autorisation de la Cour pour tout autre motif d'appel;
- avec l'autorisation de la Cour contre la peine sauf si la peine est celle fixée par la loi.

La Cour suprême et le tribunal foncier peuvent soumettre une question de droit à la Cour d'appel.
Les juges de la Cour d'appel sont également habilités à donner des avis sur des questions importantes ou difficiles lorsque requis de le faire par le Roi, le Cabinet ou l'Assemblée législative.

#### Conseil privé
Le Conseil privé des Tonga est un organe dont les membres sont nommés par le roi des Tonga pour l’assister dans l’exercice de ces fonctions. Il n’est pas, en soi, un tribunal. Cependant, ce Conseil peut prendre connaissance des appels émis depuis la Cour d'appel ainsi que, directement, des appels des décisions du tribunal foncier en relations avec les propriétés immobilières.

### Autre cour: tribunal foncier
Le tribunal foncier a été créé pour mettre en œuvre le Land Act de 1927 et s'adresse à toutes les questions concernant le titre de propriété ou tout intérêt lié au foncier.

## Sources

## Compléments